# Phrynobatrachus graueri
Phrynobatrachus graueri és una espècie de granota que viu a la República Democràtica del Congo, Kenya, Ruanda i Uganda.
Està amenaçada d'extinció per la pèrdua del seu hàbitat natural.